# Hadal
|  | Hadal bruges også om havdybder under 6000 m (den hadopelagiske zone), se Pelagiske zone#Dybde og lag |
Hadal er den uformelle æon før Arkæikum. Den startede ved Jordens dannelse for ca. 4,6 mia. år siden og sluttede for ca. 3,8 mia. år siden med de ældst bevarede klipper på Jorden. Både start- og sluttiden varierer dog i forskellige kilder. Navnet Hadal (eng: Hadean) kommer af navnet Hades, underverdenens gud i græsk mytologi.
Hadal hører ind under superæonen Prækambrium.
Der kendes kun få geologiske spor fra Hadal. Zirkonkrystaller af silikatet ZrSiO4, der er fundet i sedimenter i det vestlige Canada og det vestlige Australien, menes at være op til 4.4 mia. år gamle.
I det meste af Hadal fandtes ikke verdenshave og atmosfære, som vi kender det. Overfladetemperaturen har været over 200 °C, i hvert fald i lange perioder. Atmosfæren opbyggedes i løbet af Hadal og dens beskaffenhed varierede stærkt undervejs. Livet opstod muligvis i løbet af eller i slutningen af Hadal, men de ældste kendte spor af primitive Arkebakterier er "kun" 3,5 mia. år gamle.
I Hadals første tid var Jorden delvist opsmeltet på grund af bombardement af planetoider. Senere opsmeltede Jorden på grund af 26Al's henfald, og jernet sank ned og dannede kernen, mens silikaterne flød ovenpå som slagge og dannede kappen – og senere protoskorpen. Derefter kolliderede den hypotetiske planet Thea med protojorden, og Månen blev dannet.
Blandt Isuas bjergarter er der ca. 10 m sorte skifre. Kulstoffet i skifrene har et 12C/13C-isotopforhold, der er karakteristisk for livsformers foretrukne kulstofisotop (vitaleffekt; levende organismer foretrækker den lette 12C frem for 13C). Det tolkes som at der i hvert fald 800 millioner år efter Jordens skabelse

fandtes fotosyntetiserende mikroorganismer, der har optaget CO2 og aflejret kulstoffet på havbunden.

Da skifrene er metasedimenter, har mikroorganismerne fandtes længe før Isuas metamorfe bjergarter blev dannet, altså i Hadal.